# 张秀隆
张秀隆（1958年5月—），男，汉族，湖南怀化人，中华人民共和国政治人物。中国共产党党员。广西民族学院（现广西民族大学）中文专业函授专科班毕业，广西大学公共管理学院行政管理专业在职研究生学历。

## 生平
历任广西巴马瑶族自治县委书记，南宁地委副书记、行署专员，中共崇左市委副书记、市长，中共桂林市委副书记、市长，中共来宾市委书记、市人大常委会主任等职。2013年1月，当选广西壮族自治区第十一届政协副主席。2015年，担任广西壮族自治区人民政府副主席。2018年1月，任广西壮族自治区人大常委会副主任。2022年1月，辞去自治区人大常委会副主任职务。
2023年10月，他因涉嫌严重违纪违法，接受中央纪委国家监委纪律审查和监察调查。2024年4月，张秀隆被中共中央纪委开除党籍。5月，张秀隆涉嫌受贿一案，由国家监察委员会调查终结，移送检察机关审查起诉，最高人民检察院依法对其作出逮捕决定。8月，张秀隆案经最高人民检察院指定，由湖南省常德市人民检察院向常德市中级人民法院提起公诉。
常德市人民檢察院起訴指控：2001年7月至2023年8月，被告張秀隆利用擔任廣西壯族自治區南寧地委副書記、行政公署專員，崇左市委副書記、市長，桂林市委副書記、市長，來賓市委書記，廣西壯族自治區政協黨組成員、副主席，廣西壯族自治區政協黨組副書記、副主席，廣西壯族自治區人民政府黨組成員、副主席，廣西壯族自治區人大常委會黨組副書記、副主任等職務上的便利，為相關單位和個人在項目承攬、企業經營、職務調整等事項上提供協助，直接或透過他人非法收受財物共折合人民幣4,119.51萬元。檢察機關提請以受賄罪追究其刑事責任。
在庭審中，檢察機關提出了相關證據，被告張秀隆及其辯護人進行了質證，控辯雙方在法庭的主持下充分發表了意見，張秀隆進行了最後陳述並當庭表示認罪悔罪，庭審最後，法庭宣布休庭，擇期宣判。2025年1月8日，湖南省常德市中级人民法院一审公开宣判广西壮族自治区人大常委会原党组副书记、副主任张秀隆受贿案，对被告人张秀隆以受贿罪判处有期徒刑十三年，并处罚金人民币三百万元；对其受贿所得财物及孳息依法予以追缴，上缴国库。